# Baron Multon
Baron Multon war ein erblicher britischer Adelstitel, der zweimal als Barony by writ in der Peerage of England geschaffen wurde.

## Verleihungen
Erstmals wurde der Titel am 6. Februar 1299 für Thomas de Multon, Gutsherr von Egremont Castle in Cumberland geschaffen, indem dieser per Writ of Summons ins englische Parlament berufen wurde. Beim Tod von dessen älterem Sohn, dem 2. Baron, am 23. November 1334 fiel der Titel in Abeyance zwischen dessen drei Schwestern.
Am 26. August 1307 wurde auch der jüngere Sohn des 1. Barons erster Verleihung, Thomas de Multon, Gutsherr von Gilsland, per Writ of Summons ins Parlament berufen und dadurch parallel eine zweite Baronie Multon begründet. Bei dessen Tod 1313 erlosch der Titel. Seine einzige Tochter Margaret de Multon (1300–1361), heiratete Ralph Dacre, der 1321 als Baron Dacre zum Parlament geladen wurde. Diese Berufung ins Parlament durch Writ of Summons wird teilweise als aus dem Recht seiner Gattin gedeutet, gleichwohl er stets Baron Dacre und nie „Baron Multon“ genannt wird.
Zur Unterscheidung der beiden Baronien, werden jene Barone von 1299 auch als Baron Multon de Egremont und jener von 1307 auch als Baron Multon de Gillesland bezeichnet.

## Liste der Barone Multon

### Barone Multon, erste Verleihung (1299)
- Thomas de Multon, 1. Baron Multon de Egremont (1276–1322)
- John de Multon, 2. Baron Multon de Egremont (1308–1334) (Titel abeyant 1343)

### Barone Multon, zweite Verleihung (1307)
- Thomas de Multon, 1. Baron Multon de Gillesland (um 1282–um 1313) (Titel abeyant um 1313)